# Benesch von Weitmühl

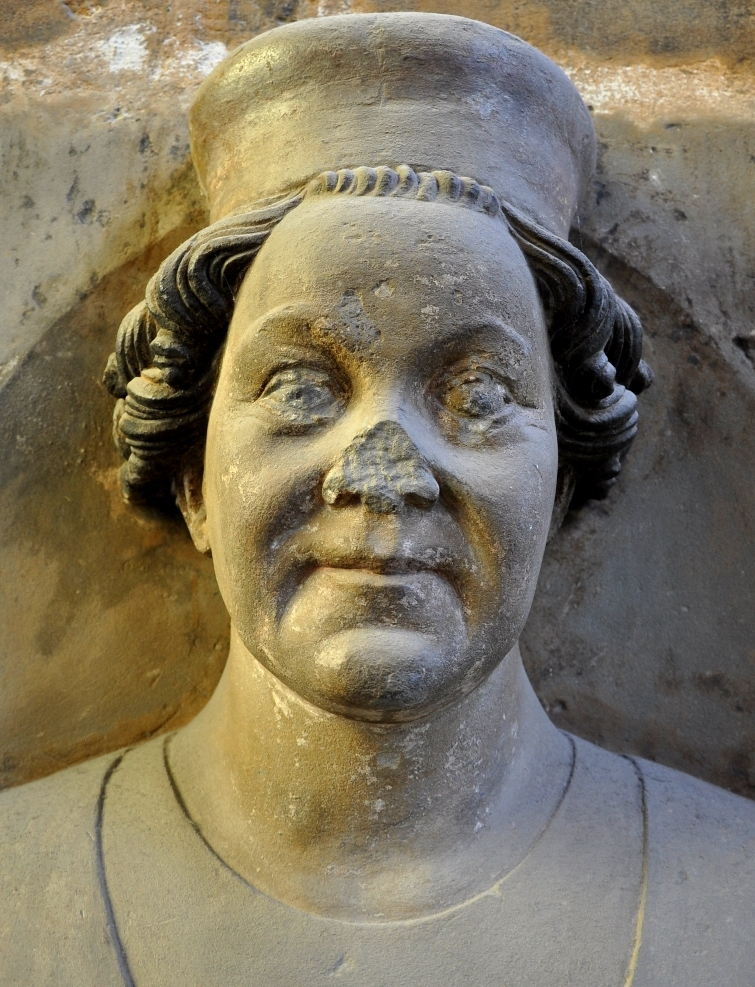
Büste im Prager Dom (nach 1380)

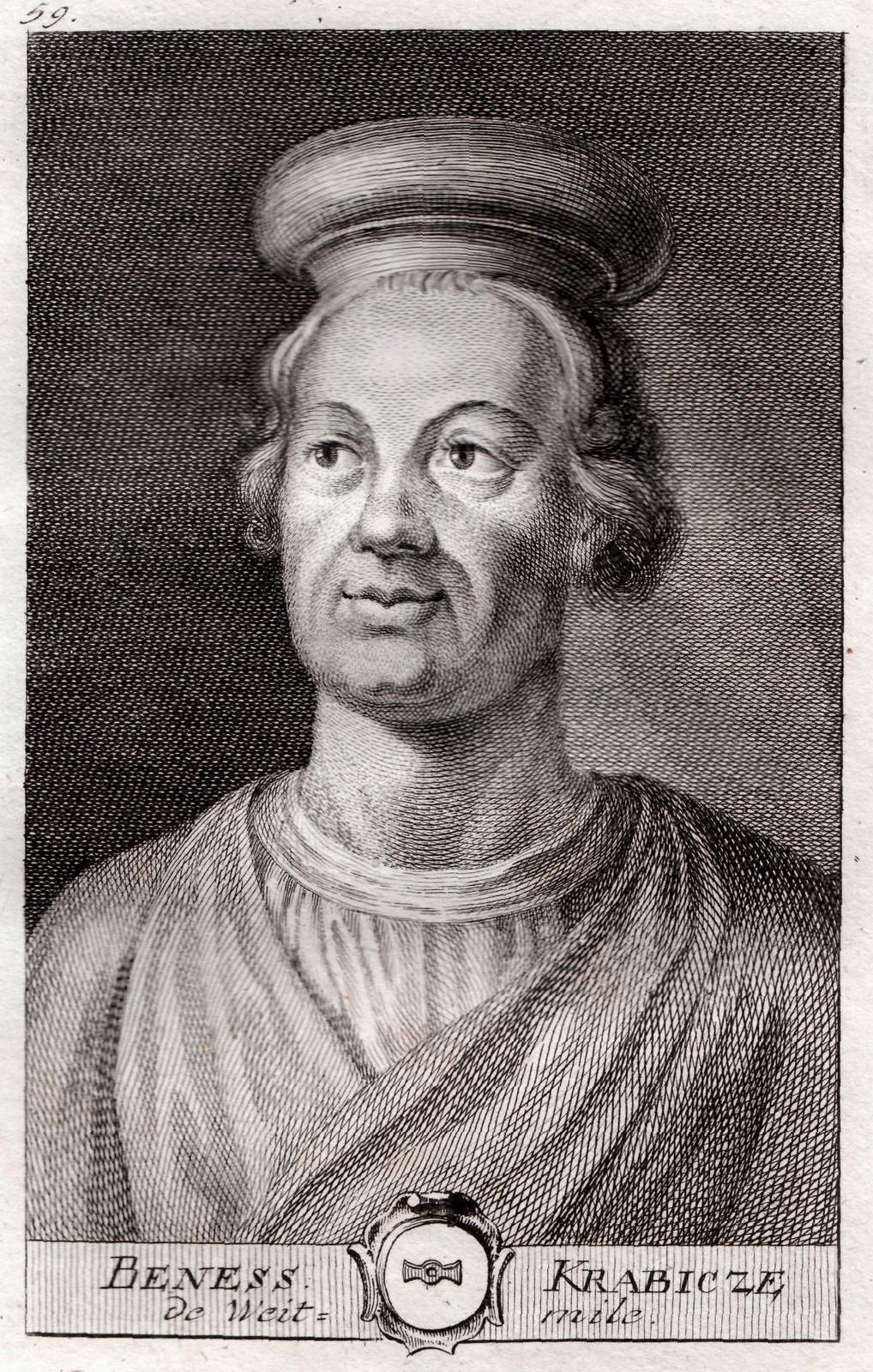
Kupferstich von Johann Balzer (1772)

Benesch von Weitmühl (tschechisch Beneš Krabice z Veitmile; † 27. Juli 1375) war ein böhmischer Historiker und Domherr. Zudem wirkte er unter Kaiser Karl IV. als Leiter der Bauhütte am Prager Veitsdom.

## Leben
Benesch Krabice von Weitmühl entstammte dem böhmischen Uradelsgeschlechts Weitmühl. Er studierte Kirchenrecht und trat früh in den geistlichen Stand. Seit 1341 gehörte er dem Prager Domkapitel an und 1355 wurde er Leiter der Bauhütte am Veitsdom. Zudem wurde ihm die Verwaltung der Baufinanzen übertragen. Nach 1363 wurde er Archidiakon von Saaz. 1373–1374 war er für die Überführung der sterblichen Überreste der böhmischen Herzöge und Könige sowie der Prager Bischöfe in den Veitsdom verantwortlich.
Für seine Verdienste um den Fortgang der Bauarbeiten am Veitsdom wurde eine in Stein gehauene Büste des Bensch von Weitmühl im Triforium des Domes aufgestellt, einem offenen Umgang unterhalb der Fenster des Chores.
Eine weitere von Kaiser Karl IV. übertragene Aufgabe war die Fortführung der Chronica Boemorum des Cosmas von Prag durch Benesch von Weitmühl. Diese in lateinischer Sprache geschriebene Fortsetzung einer Chronik des Königreichs Böhmen umfasste den Zeitraum von 1278 bis 1374. Sie gliederte sich in vier Bände und ist in einer einzigen, wahrscheinlich nach seinem Tode überarbeiteten Handschrift erhalten, die 1884 von Josef Emler veröffentlicht wurde.
- Die ersten drei Bände dieser Chronik umfassen etwa den Zeitraum 1283 bis 1346. Es ist eine fast wörtlich abgeschriebene Chronik des Franz von Prag, der seinerseits als Quelle die Königsaaler Chronik des Abtes Peter von Zittau kannte und abschrieb. An einigen Stellen nahm Benesch von Weitmühl historisch wertvolle Ergänzungen oder Berichtigungen vor.

- Der vierte Band befasst sich mit den Jahren 1346 bis 1378. Er enthält eine Autobiographie Kaiser Karls IV. sowie eine Kurzfassung der Lebensbeschreibung des ersten Prager Erzbischofs Ernst von Pardubitz. Ein sich anschließender letzter Teil, begonnen in Beneschs letzten zwei Lebensjahren, blieb unvollendet.

## Chronik des Benesch Krabice von Weitmühl
- Cronica ecclesiae Pragensis Benessii Krabice de Weitmile – Kronika Beneše Krabice z Weitmile, hrsg. von Josef Emler. In: Fontes rerum Bohemicarum, tom. IV, Pragae 1884, pp. 459–548 (Text als elektronische Quelle).